# جون ساتر
جون ساتر (بالإنجليزية: John Sutter)‏ (و. 1803 – 1880 م) هو مستكشف، من الولايات المتحدة، ولد في كاندرن، توفي في واشنطن العاصمة، عن عمر يناهز 77 عاماً.

## روابط خارجية
- جون ساتر على موقع الموسوعة البريطانية (الإنجليزية)
- جون ساتر على موقع إن إن دي بي (الإنجليزية)